# ضمیری اصفهانی
کمال‌الدّین حسین بن محمّد اصفهانی متخلص به «ضمیری»، شاعر و ادیب دانشمند قرن دهم هجری در اصفهان بود. او در حکمت و ریاضی از شاگردان غیاث‌الدّین منصور دستکی شیرازی بوده‌است. ابتدا به مناسبت اینکه پدرش باغبان باغ نقش جهان در اصفهان بود «باغبان» تخلّص داشت، در علم رمل نیز استاد بود.
هنگامی که به خدمت شاه طهماسب رسید و چون به خاطر احاطه به رمل از ضمایر خبر می‌داد، به اشاره شاه تخلّص خود را به «ضمیری» تغییر داد. همچنین شاه طهماسب او را قابل مقایسه با امیرخسرو دهلوی دانسته و او را «خسرو ثانی» لقب داد.

## زندگی‌نامه
مولانا کمال الدین حسین بن محمد ضمیری اصفهانی از شاعران معروف سده دهم و غیر از ضمیری دیگریست که اهل همدان بود. معاصر وی سام میرزا درباره‌اش نوشته‌است که «جوانی بغایت دردمند و بی‌قیدست و بسی فضیلت دارد. از جمله در نجوم و رمل از بی‌نظیرانست و در دقت ذهن و حدت طبع و فهم از بی‌بدلان و طبعش در اسالیب سخن چسبان …» و بنابراین او از روزگار جوانی در علم و ادب شهرت یافته بود و معلوم نیست چرا تقریباً همه تذکره‌نویسان دربارهٔ وی نوشته‌اند که در بزرگسالی کسب دانش آغاز کرد. وی در محضر میر غیاث الدین منصور دشتکی شیرازی دانش آموخت و طب و ریاضی و نجوم فراگرفت و در رمل مهارت یافت و از همین راه در خدمت شاه تهماسب و خاندان شاهی راه جست، و تا آخر عمر بهمین شغل روزگار گذاشت. سال مرگش را اسماعیل پاشا در ایضاح- المکنون ۹۷۳ ضبط کرده و در تذکره غنی سال ۱۰۰۰ ذکر شده‌است، و از جانبی دیگر بعضی خدمت درباری او را تا بعهد شاه عباس کشانیده‌اند که دور از صحت بنظر می‌آید؛ چون بنابر قول تقی الدین اوحدی در عرفات، محتشم کاشانی (م ۹۹۶ ه) ماده تاریخ مرگ ضمیری را ساخت پس سال یکهزار را نمی‌توان تاریخ وفات ضمیری دانست؛ سال ۹۷۳ که فعلاً بعنوان سال درگذشت ضمیری پذیرفته می‌شود تا حدی محل تأمل است زیرا اسکندر بیک منشی او را در شمار شاعرانی ذکر کرده‌است که «در حین ارتحال شاه جنت‌مکان (شاه تهماسب م ۹۸۴) هنگامه سخن‌پردازی ایشان گرم بود»، پس ضمیری قاعدة بایست در آن سال زنده بوده باشد چنان‌که باقی کسانی که درین شمار ذکر شده‌اند (محتشم، دشت بیاضی، ثنایی، میر حیدر ...) همه سالها بعد از وفات شاه تهماسب زنده بودند.
مولانا کمال الدین در آغاز شاعری بمناسبت شغل پدرش «باغبان» تخلص نمود و بعد از آن تخلص ضمیری اختیار کرد و بهمین نام شهرت یافت.
با شاعران معروف زمان خود، خاصه آنها که با دربار صفوی ارتباط داشتند آشنا و با بعضی از آنان معاشر بود مانند شرف و محتشم و حسابی … ضمیری از شاعران پرکار عهد خود و در قصیده و غزل و مثنوی توانا و ازین دو جهت با امیر خسرو دهلوی همانند بود و بهمین‌سبب است که او را «خسرو ثانی» خواندند. امین رازی نوشته‌است که «وارداتش صدهزار بیت است که از آنجمله هفتادهزار بیت آن غزلست و دوازده‌هزار بیت قصیده که تمامی مزین بمدح اهل بیت گردیده و تتمه مثنویست» یعنی هجده‌هزار بیت.
شگفت‌ترین کار ضمیری تنظیم چند دیوانست که در هریک از آنها یکی از شاعران مشهور را تتبع و استقبال نموده و ازین راه مجموعه‌هایی فراهم آورده و بر هریک نامی نهاده‌است؛ چند دیوان دیگرش آنهاست که به پیرویاز کسی نظم نیافته و بصرافت طبع شاعر گرد آمده‌است.

## آثار
وی اشعار زیادی سروده و آنها را در کتاب‌های چندی جمع‌آوری نموده که از آن جمله است:
شش مثنوی به نامهای: «ناز و نیاز»، «بهار و خزان»، «لیلی و مجنون»، «وامق و عذرا»، «جنه الأخیار» یا «حسنه الاخبار»، «اسکندرنامه».
هفت دیوان به نامهای: «سفینه‌ی اقبال»، «صورت حال»، «کنز الأقوال»، «عشق بی‌زوال»، «صیقل ملال»، «عذر مقال»، «قدس خیال» یا «قدس خصال».
و «مجموعه ی اجلال»، شامل چهار دیوان در برابر غزلیات سعدی، به نامهای: «طاهرات»، «صنایع»، «بدایه الشعر»، «نهایه السحر».
ضمیری همچنین «عیون الزلال» را در جواب خواجه حافظ شیرازی، «آینه جمال» را در جواب بابا فغانی، «معراج الآمال» را در جواب مولانا جامی و «انیس اللیالی» را در جواب لسانی نوشته‌است.
این دو بیت از اوست:
| درمانده به درد دل بی‌حاصل خویشم |  | رو همدم و بگذار به درد دل خویشم     |
| گیرد همه کس روز جزا دامن قائل  |  | جز من که به جان منفعل از قاتل خویشم |